# Кристиан Гюнтер I (Шварцбург-Зондерсхаузен)
Кристиан Гюнтер I фон Шварцбург-Зондерсхаузен (на немски: Christian Günther I von Schwarzburg-Sondershausen; * 11 май 1578 в Зондерсхаузен; † 25 ноември 1642 в Арнщат) е от 1599 до 1642 г. граф на Шварцбург-Зондерсхаузен.
Той е най-малкият син на граф Йохан Гюнтер I фон Шварцбург-Зондерсхаузен (1532 – 1586) и съпругата му Анна фон Олденбург (1539 – 1579), дъщеря на граф Антон I фон Делменхорст и Олденбург.
При смъртта на баща му през 1586 г. Йохан Гюнтер II е малолетен и с братята си е под опекунството на графовете Йохан VII (1540 – 1603) и Антон II (1550 – 1619) фон Олденбург. От 1593 г. той управлява заедно с братята си Гюнтер XLII (1570 – 1643), Антон Хайнрих (1571 – 1638) и Йохан Гюнтер II (1577 – 1631).
През 1593 г. по наследслевения договор от 1433 г. им се полага графството Хонщайн, от което получават само малко след дълги конфликти.
В Зондерсхаузен братята построяват северното крило на двореца-резиденция.

## Деца
Граф Кристиан Гюнтер I се жени на 15 юни/ноември 1612 г. за Анна Сибила фон Шварцбург-Рудолщат (1584 – 1623), дъщеря на граф Албрехт VII фон Шварцбург-Рудолщат, и има с нея децата:
- Анна Юлиана (1613 – 1652)
- Йохан Гюнтер III (1615 – 1616)
- Кристиан Гюнтер II Благочестиви (1616 – 1666), граф на Шварцбург-Зондерсхаузен цу Арнщат
- Катарина Елизабет (1617 – 1701) ∞ Хайнрих II фон Ройс-Гера-Залбург
- Елеонора София (1618 – 1631)
- Антон Гюнтер I (1620 – 1666), граф на Шварцбург-Зондерсхаузен
- Лудвиг Гюнтер II (1621 – 1681), граф на Шварцбург-Зондерсхаузен цу Ебелебен
- София Елизабет (1622 – 1677)
- Клара Сабина (1623 – 1654)